# Ken Wilber

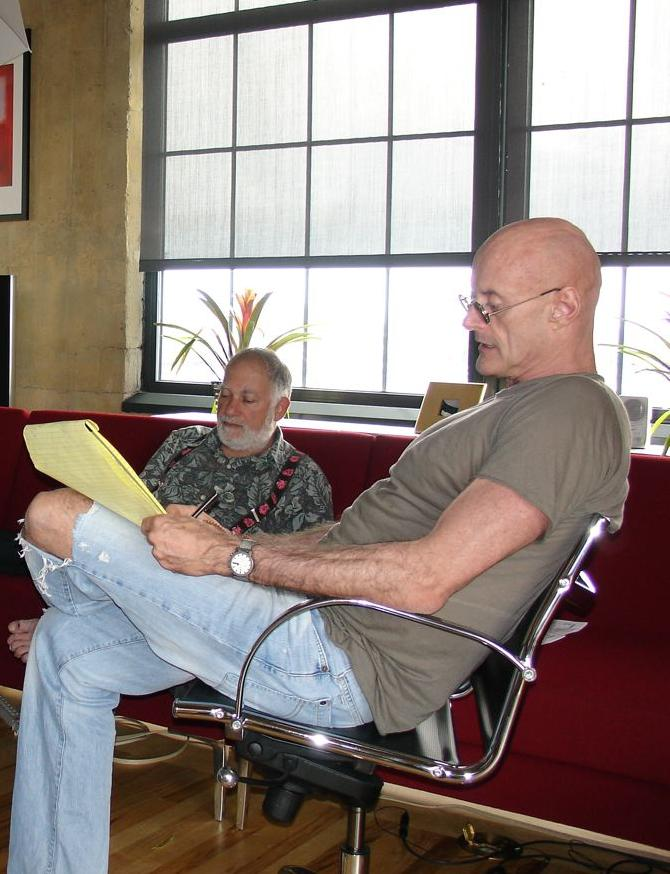
Ken Wilber främst i bild

Kenneth Earl Wilber Jr., född 31 januari, 1949, Oklahoma City, USA, är en amerikansk författare som gett ut ett trettiotal böcker inom personlig, kulturell och samhällelig utveckling , där han integrerat kunskaper från västerländsk psykologi och österländska andliga system.
Wilber har grundat ett holistiskt system kallat integralteori.